# Bruine diadeemhoningeter
De bruine diadeemhoningeter (Melithreptus brevirostris) is een zangvogel uit de familie Meliphagidae (honingeters).

## Verspreiding en leefgebied
Deze soort is endemisch in Australië en telt vijf ondersoorten:
- M. b. brevirostris: de kust van zuidoostelijk Australië.
- M. b. wombeyi: zuidelijk Victoria (uiterst zuidoostelijk Australië).
- M. b. pallidiceps: binnenlands zuidoostelijk Australië.
- M. b. magnirostris: Kangaroo Island (nabij zuidelijk Australië).
- M. b. leucogenys: zuidwestelijk en het zuidelijke deel van Centraal-Australië.

## Status
De grootte van de populatie is niet gekwantificeerd maar de soort wordt omschreven als algemeen. Op de Rode lijst van de IUCN heeft deze soort de status niet bedreigd.